# Naissance en 2018
Naissance
- 2014
- 2015
- 2016
- 2017
- 2018
- 2019
- 2020
- 2021
- 2022

Les naissances en 2018 concernent les personnalités nées entre le 1er janvier et le 31 décembre 2018.

## Janvier
- 5 janvier :  Ameya Anilkumar, actrice indienne.

## Mars
- 9 mars : Adrienne de Suède, troisième enfant et la deuxième fille de la princesse Madeleine et Christopher O'Neill.

## Avril
- 23 avril : Louis de Cambridge, membre de la famille royale britannique.